# Interstate 11
Interstate 11 (I-11) é uma rodovia interestadual que atualmente percorre 36,4 km (22,6 milhas) em um alinhamento predominantemente noroeste-sudeste no estado americano de Nevada, em paralelo com a U.S. Route 93 (US 93) entre a divisa com o estado do Arizona e Henderson. A autoestrada foi planejada provisoriamente para ir de Nogales, Arizona, até as proximidades de Reno, Nevada, seguindo, em geral, as rotas atuais da I-19, I-10, US 93 e US 95. Os planejadores preveem a melhoria de dois segmentos de rodovias existentes para transportar a futura I-11: a US 93 no Arizona, de Wickenburg até a divisa com o estado de Nevada, na ponte Mike O'Callaghan-Pat Tillman Memorial Bridge sobre o Rio Colorado, e a US 95 em Nevada, do Las Vegas Valley até Tonopah. Em 2024, as autoridades começarão a substituir as placas da I-515 em Las Vegas por placas da I-11 e a adicionar placas da I-11 na US 95 ao norte do centro de Las Vegas, o que estenderá a I-11 para o norte por cerca de 49,1 km (30,5 milhas). Uma extensão da interestadual para o norte ao longo da US 95 até Mercury, Nevada, está planejada depois disso. Um alinhamento exato para a I-11 ainda não foi determinado fora dessas seções; várias alternativas de corredores, no entanto, foram identificadas para estudo e refinamento adicionais. A construção da I-11 no Arizona também está enfrentando oposição local de grupos conservacionistas.
Conforme proposto originalmente na lei Moving Ahead for Progress in the 21st Century Act, de 2012, a rodovia iria apenas de Casa Grande, Arizona, a Las Vegas. O objetivo era fornecer uma ligação rodoviária entre Las Vegas e Phoenix. As extensões do corredor para o norte, em direção a Reno, e para o sul, em direção a Nogales, no entanto, foram aprovadas pela Lei de Transporte de Superfície da América (Fixing America's Surface Transportation Act, FAST Act) de 2015.
Atualmente, a numeração dessa rodovia não se enquadra nas convenções usuais da grade de rodovias interestaduais existentes, pois fica a leste da I-15 e, portanto, deveria ter um número maior que 15. A I-17, no entanto, já foi construída a leste do alinhamento da I-11 no Arizona, tornando impossível encaixar o número dessa rodovia interestadual na grade nacional e permanecer dentro da convenção de numeração tradicional. O prolongamento da I-11 ao longo da US 95, passando por Las Vegas e cruzando a I-15, resolverá essa situação, pois colocará uma parte da I-11 a oeste da I-15 e, portanto, em linha com as convenções de numeração da rede nacional.
A 80ª sessão da Legislatura de Nevada aprovou um projeto de lei designando toda a rota da I-11 no estado como Purple Heart Highway, que entrou em vigor em 1º de julho de 2019.